# Jaime Jáquez Jr.
Jaime Jáquez Jr. (Irvine, California, 18 de febrero de 2001) es un jugador de baloncesto mexico-estadounidense que pertenece a la plantilla de los Miami Heat de la NBA. Con 1,98 metros de altura, juega de alero.

## Trayectoria deportiva

### Escuela secundaria
A pesar de nacer en Irvine, se crio en Camarillo, por lo que asistió al instituto Camarillo High School. Como estudiante de primer año, promedió 15,3 puntos, 10 rebotes, 2,3 asistencias y 2,6 robos por encuentro y llevó al equipo a un récord de 25–7 y a las semifinales de la Federación Interescolar de California (CIF). En su segundo año, Jáquez ganó los honores de Segundo Equipo del condado de Ventura, promediando 24,1 puntos, 10,9 rebotes, 2,2 asistencias y 2,6 robos por partido, pero se perdió 12 encuentros por una lesión en el tobillo.
Promedió 31,7 puntos, 11,7 rebotes, 3,7 asistencias y 2,1 robos por partido en su último año y ayudó al equipo a terminar 25-4 y a ganar su primer título de la Coastal Canyon League. Obtuvo los honores de la Selección Sur All-CIF del primer equipo y terminó su carrera en la escuela secundaria con 2653 puntos. Además rompió el récord de anotación en un encuentro de la escuela con 54 puntos contra de Royal High School. También fue lanzador en el equipo de béisbol de la escuela secundaria.

### Universidad

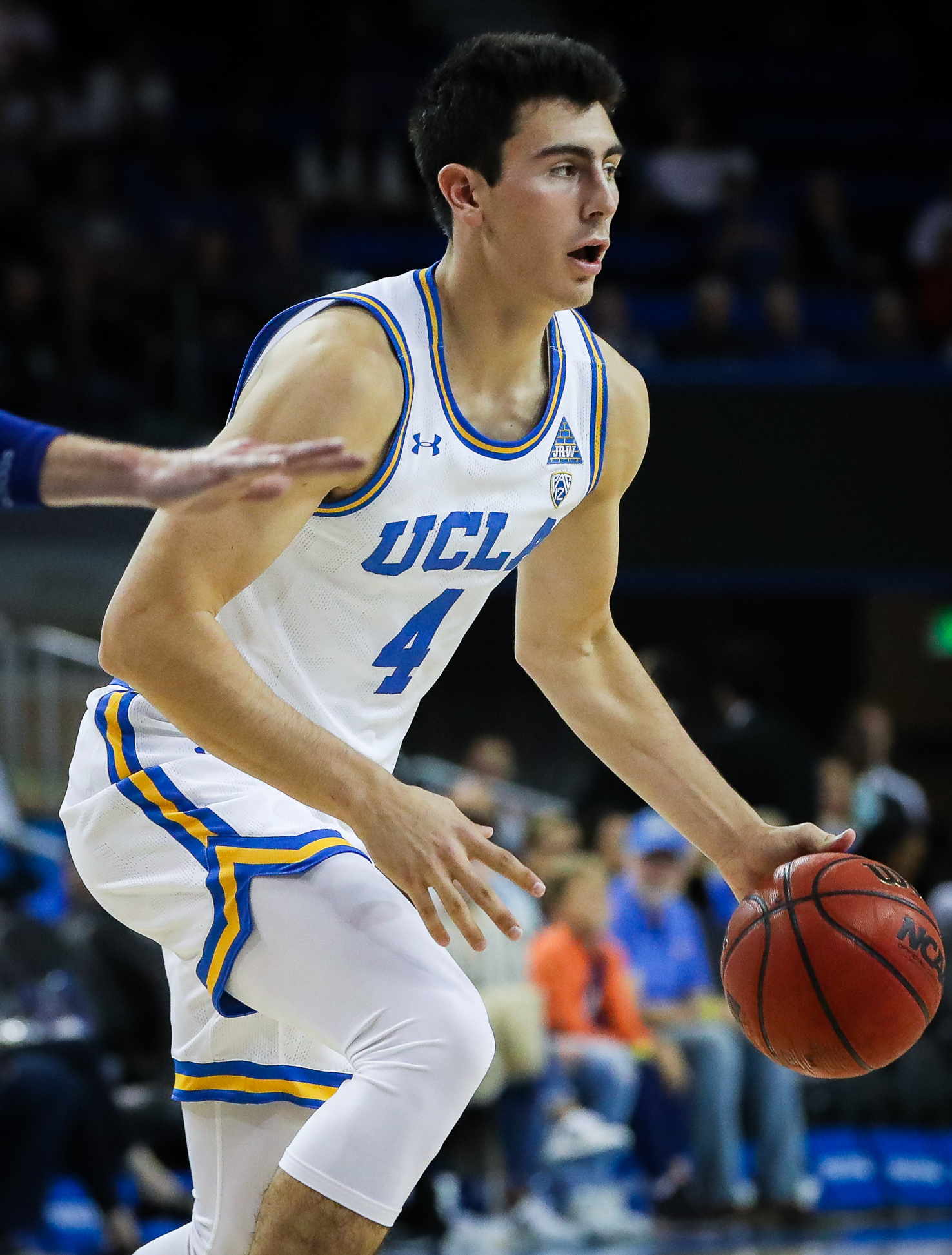
Jáquez en 2019.

Jáquez se convirtió en el primer jugador hispano en UCLA desde 2008 cuando Lorenzo Mata-Real vistió los colores de los Bruins. Se convirtió en titular para el equipo durante el Maui Jim Maui Invitational en noviembre de 2019. Jáquez anotó 17 puntos y tuvo 12 rebotes en la victoria contra Chaminade el 26 de noviembre. El 1 de diciembre, tuvo su mejor cuota anotadora de la temporada con 18 puntos además de 3 rebotes, 4 asistencias y 3 robos en la victoria por 93–64 sobre San Jose State. El 27 de febrero de 2020 finalizó con 13 puntos, 5 rebotes, 4 robos de balón y 1 tapón pero además encestó el triple ganador del juego con 4 segundos en el reloj en la victoria por 75–72 sobre Arizona State. Como estudiante de primer año (freshman), Jáquez promedió 8,9 puntos y 4,8 rebotes por partido. Fue nombrado con Mención Honorífica en el Pac-12 All-Freshman Team.

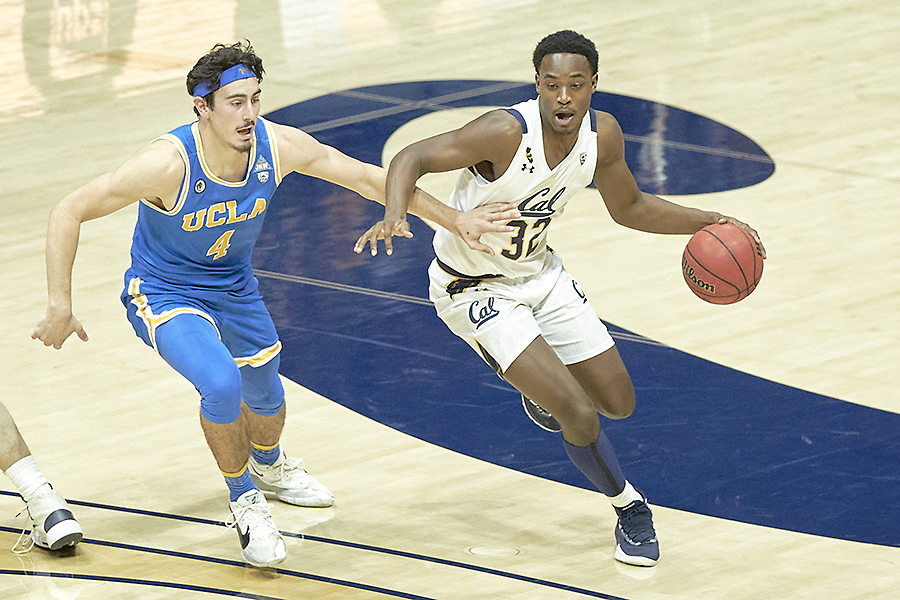
Jáquez en 2020.

El 18 de febrero de 2021, Jáquez firmó su mejor exhibición de la temporada 2020-21 al registrar 25 puntos en su cumpleaños número 20 en una victoria por 74–60 sobre Arizona, la quinta consecutiva de los Bruins en su rivalidad con los Wildcats. En el primer juego del play-in del First Four, Jáquez dio el mejor partido hasta el momento de su carrera en UCLA, al imponer su marca personal con 27 puntos para reponerse de una desventaja de 14 puntos y vencer 86–80 en tiempo extra a los Spartans de Michigan State. Jáquez y los Bruins se convirtieron en el equipo sensación al avanzar hasta el Final Four 2021 en donde cayeron en semifinales en contra de Gonzaga con un triple cuando restaba menos de 1 segundo del tiempo extra, Jáquez colaboró con 19 puntos, 5 rebotes y 4 asistencias. Durante esta temporada, fue seleccionado para el Segundo Equipo del Pac-12 y fue nombrado en el Equipo Defensivo del Pac-12.
Para inicios de la temporada 2021-22, Jáquez estuvo restringido para jugar por una lesión en el tobillo. El 28 de febrero de 2022, anotó 30 puntos, el máximo de su carrera, en la victoria por 77–66 sobre Washington. En el siguiente partido, anotó 27 puntos en el final de la temporada regular contra la USC, ayudando a UCLA a poner fin a su racha de cinco derrotas consecutivas contra los Troyanos. El 7 de marzo de 2022 es nombrado Jugador de la Semana del Pac-12 después de promediar 28.5 puntos, 7,5 rebotes y 2,5 asistencias. Jáquez fue incluido en el Primer Equipo del Pac-12 y fue elegido nuevamente para el Equipo Defensivo del Pac-12. Fue uno de los cinco finalistas del premio Julius Erving, otorgado al mejor alero del país.
El 6 de abril de 2023 anunció su presencia en el Draft de la NBA.

#### Estadísticas
| Año     | Equipo | PJ  | PT  | MPP  | %TC  | %3P  | %TL  | RPP | APP | ROB | TPP | PPP  |
| ------- | ------ | --- | --- | ---- | ---- | ---- | ---- | --- | --- | --- | --- | ---- |
| 2019–20 | UCLA   | 31  | 23  | 26.6 | .454 | .313 | .761 | 4.8 | 1.4 | 1.4 | .4  | 8.9  |
| 2020–21 | UCLA   | 32  | 32  | 34.9 | .486 | .394 | .655 | 6.1 | 1.7 | 1.2 | .7  | 12.3 |
| 2021–22 | UCLA   | 34  | 34  | 30.5 | .472 | .276 | .761 | 5.7 | 2.3 | 1.1 | .3  | 13.9 |
| 2022–23 | UCLA   | 37  | 37  | 33.2 | .481 | .317 | .770 | 8.2 | 2.4 | 1.5 | .6  | 17.8 |
| Total   | Total  | 134 | 126 | 31.4 | .475 | .328 | .737 | 6.3 | 2.0 | 1.3 | .5  | 13.4 |

### Profesional
Fue elegido en la decimoctava posición del Draft de la NBA de 2023 por los Miami Heat. Debutó en la NBA el 25 de octubre de 2023 ante Detroit Pistons anotando 6 puntos. Fue titular por primera vez el 28 de octubre ante Minnesota Timberwolves. El 30 de noviembre anotó 24 puntos ante Indiana Pacers. 
Fue nombrado rookie del mes de octubre-noviembre y del mes de diciembre de la conferencia Este. Al término de la temporada regular fue elegido como integrante del Mejor quinteto de rookies de la NBA.
En el último encuentro de su segunda temporada en Miami, el 13 de abril de 2025 ante Washington Wizards, consiguió la mejor anotación de su carrera con 41 puntos, además de 10 rebotes y 7 asistencias.

### Selección nacional
A la edad de 18 años representó a México en los Juegos Panamericanos de 2019 en Lima, Perú.
En el verano de 2024 rechazó una convocatoria de México para integrar el combinado que disputaría el Torneo Preolímpico FIBA 2024, escogiendo en su lugar formar parte del Select Team de USA Basketball para actuar como contricante de entrenamiento del equipo olímpico.

## Estadísticas de su carrera en la NBA

### Temporada regular
| Año     | Equipo | PJ  | PT | MPP  | %TC  | %3P  | %TL  | RPP | APP | ROB | TPP | PPP  |
| ------- | ------ | --- | -- | ---- | ---- | ---- | ---- | --- | --- | --- | --- | ---- |
| 2023–24 | Miami  | 75  | 20 | 28.2 | .489 | .322 | .811 | 3.8 | 2.6 | 1.0 | .3  | 11.9 |
| 2024–25 | Miami  | 66  | 17 | 20.7 | .466 | .311 | .754 | 4.4 | 2.5 | .9  | .2  | 8.6  |
| Total   | Total  | 141 | 37 | 24.7 | .478 | .318 | .785 | 4.1 | 2.6 | 1.0 | .2  | 10.3 |

### Playoffs
| Año   | Equipo | PJ | PT | MPP  | %TC  | %3P  | %TL   | RPP | APP | ROB | TPP | PPP  |
| ----- | ------ | -- | -- | ---- | ---- | ---- | ----- | --- | --- | --- | --- | ---- |
| 2024  | Miami  | 4  | 4  | 30.6 | .404 | .231 | .857  | 3.3 | 3.0 | .8  | .5  | 12.8 |
| 2025  | Miami  | 3  | 0  | 6.3  | .167 | .000 | 1.000 | 1.3 | .3  | .0  | .0  | 1.3  |
| Total | Total  | 7  | 4  | 20.3 | .379 | .200 | .889  | 2.4 | 1.9 | .4  | .3  | 7.9  |

## Vida personal
Jaime es hijo de Ángela y Jaime Jáquez Sr., ambos nacidos en Estados Unidos, quienes se conocieron mientras jugaban baloncesto en la Universidad de Concordia. Tiene un hermano menor, Marcos, y una hermana menor, Gabriela. Su abuelo, Ezequiel Jáquez Jr., estadounidense hijo de inmigrantes mexicanos, jugó baloncesto para la Universidad del Norte de Arizona.